# Zeenat Aman
Pour les articles homonymes, voir Aman.
Zeenat Aman, née le 19 novembre 1951 à Bombay (Maharashtra), est une actrice et mannequin indienne.

## Biographie
Zeenat Aman, deuxième dauphine au concours de beauté Miss Inde, remporte l'élection de Miss Asie-Pacifique en 1970 et est la première femme sud-asiatique à remporter le titre.
Au cinéma, elle est connue pour son travail dans les films en hindi dans les années 1970 et 1980. Après avoir fait ses débuts à Bollywood, Zeenat Aman, à l'instar de Parveen Babi, est réputée avoir un impact durable sur l'image des actrices principales de Bollywood en introduisant le look western pour le cinéma hindi. Tout au long de sa carrière, elle est considérée comme sex-symbol. Elle est active au cinéma depuis 1971, avec une interruption entre 1989 et 2003.

### Vie privée
Zeenat Aman a une longue relation avec le producteur, réalisateur et acteur Sanjay Khan (en) mais ce dernier l'agresse physiquement en public de façon si violente que son œil droit est irrémédiablement abîmé.
En 1985, elle épouse le producteur, réalisateur et acteur Mazhar Khan (en) avec qui elle a deux fils, Azaan et Zahaan. Son mari la bat fréquemment, ce qui conduit à leur divorce.
Aujourd'hui, Zeenat Aman vit avec ses deux fils et fait de nombreuses apparitions lors d'événements sociaux et lors d'attributions de récompenses cinématographiques fonctions et est rarement présente à l'écran. Elle est plus intéressée par le travail derrière la caméra tandis que son fils Zahaan est intéressé au métier d'acteur.

## Filmographie

### Cinéma

#### Longs-métrages
- 1970 : The Evil Within de Lamberto V. Avellana : Reeta
- 1971 : Hungama de S.M. Abbas : Nisha
- 1971 : Haré Raama Haré Krishna de Dev Anand : Jasbir Jaiswal / Janice
- 1971 : Hulchul d'O.P. Ralhan : Leena
- 1973 : Dhund de Baldev Raj Chopra : Rani Ranjit Singh
- 1977 : Hum Kisise Kum Naheen de Nasir Hussain : Sunita [n 1]
- 1978 : Don de Chandra Barot : Roma
- 1978 : Satyam Shivam Sundaram de Raj Kapoor : Rupa
- 1978 : Shalimar de Krishna Shah : Sheila Anders
- 1980 : Takkar de K. Bapaiah : Sapna
- 1980 : Ram Balram de Vijay Anand : Madhu
- 1980 : Bombay 405 Miles de Brij Sadanah : Radha
- 1980 : Abdullah de Sanjay Khan : Zainab
- 1980 : Ali Baba et les Quarante Voleurs de Latif Faiziyev et Umesh Mehra : Fatima
- 1980 : Qurbani de Feroz Khan : Sheela
- 1980 : Dostana Sheetal de Raj Khosla : Sahni
- 1980 : Insaaf Ka Tarazu de B. R. Chopra : Bharti Saxena
- 1981 : Professor Pyarelal de Brij Sadanah : Sonia B. Singh / Asha Rai
- 1981 : Katilon Ke Kaatil d'Arjun Hingorani	: Jamila Banu
- 1981 : Krodhi de Subhash Ghai : Neera Kumar Sahni
- 1981 : Laawaris de Prakash Mehra : Mohini
- 1982 : Samraat de Mohan Segal : Suman / Sandhya Chawla / Gurbachan Singh
- 1985 : Bhawani Junction de H. Dinesh : Reshma
- 1985 : Ameer Aadmi Gharib Aadmi d'Amjad Khan : Kavita
- 1985 : Yaadon Ki Kasam de Vinod Dewan : Chandni / Geeta Khanna
- 1986 : Haathon Ki Lakeeren de Chetan Anand : Geeta Mohan
- 1986 : Baat Ban Jaye de Bharat Rangachary : Nisha Singh
- 1987 : Daku Hasina d'Ashok Rao : Daku Hasina
- 1999 : Bhopal Express de Mahesh Mathai : Zohrabai
- 2003 : Boom de Kaizad Gustad : Alice Rodriguez De Fonseca
- 2010 : Dunno Y... Na Jaane Kyon de Tonje Gjevjon et Sanjay Sharma : la mère d'Aryan